# Notre-Dame-de-Commiers
Notre-Dame-de-Commiers este o comună în departamentul Isère din sud-estul Franței. În 2009 avea o populație de 437 de locuitori.

## Evoluția populației
| An        | 1975 | 1982 | 1990 | 1999 | 2006 | 2009 |
| --------- | ---- | ---- | ---- | ---- | ---- | ---- |
| Populație | 214  | 273  | 300  | 321  | 402  | 437  |